# 臨海路 (高雄市)
臨海路（Linhai Rd.）為高雄市鼓山區的一般道路，位於哈瑪星，共分成三個部分，為三條不相接的不同道路。而一般所稱的臨海路其實是指西子灣隧道前的臨海二路，在哈瑪星內還有與臨海二路交叉的臨海一路以及高雄港車站前的臨海三路。

## 行經行政區域
- 鼓山區

## 分段
臨海路共分為三個部份：
- 臨海一路：北起於接鼓山一路、公園陸橋，南止於濱海一路、鼓南街口。
- 臨海二路：西起於登山街、哨船街口接西子灣隧道，東止於鼓山一路口續行臨海新路抵七賢三路、蓬萊路口。
- 臨海三路：西起於臨海一路口，東止於鼓山一路口。

## 沿線設施
（臨海一路由北至南，臨海二、三路由西至東。）
- 臨海一路
  - 高雄市政府消防局鼓山分隊
  - 台灣銀行鼓山分行

- 臨海二路（包含臨海新路）
  - 西子灣隧道
  -  臺灣港務股份有限公司高雄港務分公司
  - 高雄市鼓山區鼓山國小
  - 鼓山教會
  - 鼓山郵局
  - 鼓山市場
  - 捷運西子灣站
  - 內政部消防署高雄港務消防隊

- 臨海三路
  - 壹貳樓古蹟餐廳（山形屋）
  - 高雄市政府警察局鼓山分局新濱派出所
  - 高雄港車站

## 公車資訊
- 臨海一路
  - 東南客運
    - 50 五福幹線 建軍站－鼓山輪渡站
    - 248 建軍站－鼓山輪渡站
    - 橘1 捷運西子灣站－中山大學

  - 港都客運
    - 99 鹽埕埔－柴山
    - 219 加昌站－鹽埕埔

- 臨海二路
  - 東南客運
    - 50 五福幹線 建軍站－鼓山輪渡站
    - 248 建軍站－鼓山輪渡站
    - 橘1 捷運西子灣站－中山大學

  - 港都客運
    - 56 高雄火車站－壽山動物園
    - 99 鹽埕埔－柴山
    - 219 加昌站－鹽埕埔

## 公共自行車
- 高雄市公共自行車租賃系統：
  - 捷運哈瑪星站(1號出口)：臨海二路/臨海一路口(西側人行道)
  - 鼓山國小(臨海二路)：臨海二路50號(東南側人行道)
  - 鼓山分局新濱派出所：臨海三路2號(東側人行道)